# Панченко, Павел Николаевич
Павел Николаевич Панченко (род. 21 апреля 1944 г., город Никополь, Украинская ССР, СССР) — советский и российский учёный, доктор юридических наук, профессор, заслуженный юрист Российской Федерации. академик РАЕН.

## Биография
Павел Николаевич Панченко родился 21 апреля 1944 года в городе Никополь, Украинская ССР.
Окончил юридический факультет Иркутского государственного университета в 1970 году.
В 1973 году защитил кандидатскую диссертацию под руководством профессора Г.Б.Виттенберга на тему: «Борьба с попустительством преступлениям по советскому уголовному праву».
В 1990 году защитил докторскую диссертацию на тему: "Предмет и система научных основ советской уголовной политики (проблемы формирования и реализации теоретической концепции уголовно-правовой борьбы с преступностью в СССР)".
В 1974-1979 годах - доцент и заместитель декана юридического факультета Иркутского государственного университета.
В 1979 по 1986 годах - доцент кафедры уголовного права Омской высшей школы милиции МВД СССР.
В 1986 по 2002 гг. - доцент, профессор и начальник кафедры уголовного, уголовно-исполнительного права и криминологии Горьковской высшей школы МВД СССР, ныне - Нижегородская академия МВД РФ.
С 2002 года - заведующий кафедрой уголовного права и уголовного процесса Национального исследовательского университета "Высшая школа экономики" - Нижний Новгород
С 2005 года - научный руководитель Студенческого правового бюро факультета права Национального исследовательского университета "Высшая школа экономики" - Нижний Новгород
С 2013 года - научный руководитель исследовательского проекта факультета права Национального исследовательского университета "Высшая школа экономики" - Нижний Новгород "Антикриминальный студенческий буфер "Бизнес-Власть"

## Научные взгляды и интересы
Проблемы уголовного, уголовно-исполнительного права, криминологии, уголовная политика в сфере противодействия экономическим преступлениям.

## Общественная деятельность

### Научный руководитель
Студенческое правовое бюро НИУ ВШЭ - Нижний Новгород  - юридическая клиника, осуществление деятельности студентов старших курсов под руководством преподавателей по оказанию безвозмездной правовой помощи лицам, не имеющим возможности прибегнуть к другим видам юридической помощи. Координатор деятельности - С.И. Мурзаков, заместитель декана факультета права НИУ ВШЭ-Нижний Новгород, кандидат юридических наук, доцент.
Антикриминальный студенческий буфер "Бизнес-Власть"  - исследовательский проект факультета права НИУ ВШЭ - Нижний Новгород, экспертиза законопроектов, с доведением результатов до СМИ и публикации в специализированных юридических журналах, "тестирование" административных регламентов или действующего законодательства. Основное направление экспертизы: выявление коррупционных составляющих. Координатор деятельности - И.Н. Соколов, студент факультете права НИУ ВШЭ-Нижний Новгород.

## Звания и награды
Благодарность Министерства образования и науки Российской Федерации (ноябрь 2012 год)
Благодарность НИУ ВШЭ-Нижний Новгород (март 2007 год)
Нагрудный знак «200 лет МВД России» (ноябрь 2002 год)
Медаль «200 лет МВД России» (июнь 2002 год)
Медаль «За доблесть в службе» (март 2002 год)
Заслуженный юрист Российской Федерации (июнь 2000 год)
Медаль «За безупречную службу» 2 степени (октябрь 1994 год)
Медаль "За безупречную службу" 3 степени (октябрь 1990 год)

## Публикации
Павел Николаевич — автор многих научных работ и монографий, в частности:
Панченко П. Н. Государственно-правовые закономерности в истории и теории государства и права и уголовное право. М. : Юриспруденция, 2014.
Панченко П. Н. Свобода и уголовный закон / Науч. ред.: А. В. Козлов. Н. Новгород : Стимул-СТ, 2012.
Панченко П. Н. Уголовный кодекс Российской Федерации 1996 года – краеугольный камень в фундаменте современной России // В кн.: Современное российское уголовное законодательство: состояние, тенденции и перспективы развития с учетом требования динамизма, преемственности и повышения экономической эффективности (к 15-летию принятия Уголовного кодекса Российской Федерации 1996 года). Материалы всероссийской научно-практической конференции (Нижний Новгород, 4 октября 2011 года) / Науч. ред.: П. Н. Панченко, А. В. Козлов. Н. Новгород : Нижегородский филиал НИУ ВШЭ, 2012. С. 183-201.
Панченко П. Н. Интеллектуальная собственность в системе интеллектуального потенциала общества и уголовный закон // Право и государство: теория и практика. 2011. № 7. С. 86-92.
Панченко П. Н. Общественный контроль в сфере правопорядка: исторические предпосылки // История государства и права. 2011. № 10. С. 29-32.
Зырянов В. Н., Панченко П. Н. Государственная власть как власть над преступностью // Российский криминологический взгляд. 2010. № 1. С. 280-290.